# 旗唇兰
旗唇兰（学名：Vexillabium yakushimense）为兰科旗唇兰属下的一个种。